# Lapeyrouse-Fossat
Lapeyrouse-Fossat (em occitano:  La Peirosa e Le Fossat) é uma comuna francesa na região administrativa da Occitânia, no departamento do Alto Garona. Estende-se por uma área de 9.49 km², com 2.854 habitantes, segundo o censo de 2018, com uma densidade de 300 hab/km².